# Mikheil Mtchedlichvili
Mikheil Mtchedlichvili est un joueur d'échecs géorgien né le 4 juin 1979. Grand maître international depuis 2002, il a remporté :
- le championnat d'Europe des moins de 18 ans en 1997 ;
- quatre fois le championnat de Géorgie (en 2001, 2002, 2018[1] et 2023[2]) ;
- le tournoi de Hastings en 2013-2014.

Au 1er août 2016, Mikheil Mtchedlichvili est le numéro deux géorgien avec un classement Elo de 2 609.

## Compétitions par équipe
Il a représenté la Géorgie lors de cinq olympiades (en 2002 et de 2008 à 2014 ; il jouait au premier échiquier en 2012), du championnat du monde d'échecs par équipe de 2005 et de huit championnats d'Europe par équipe (de 1999 à 2005 et de 2009 à 2015), remportant la médaille de bronze par équipe en 2003.